# Distributiecentrum Woerden (De Bijenkorf)

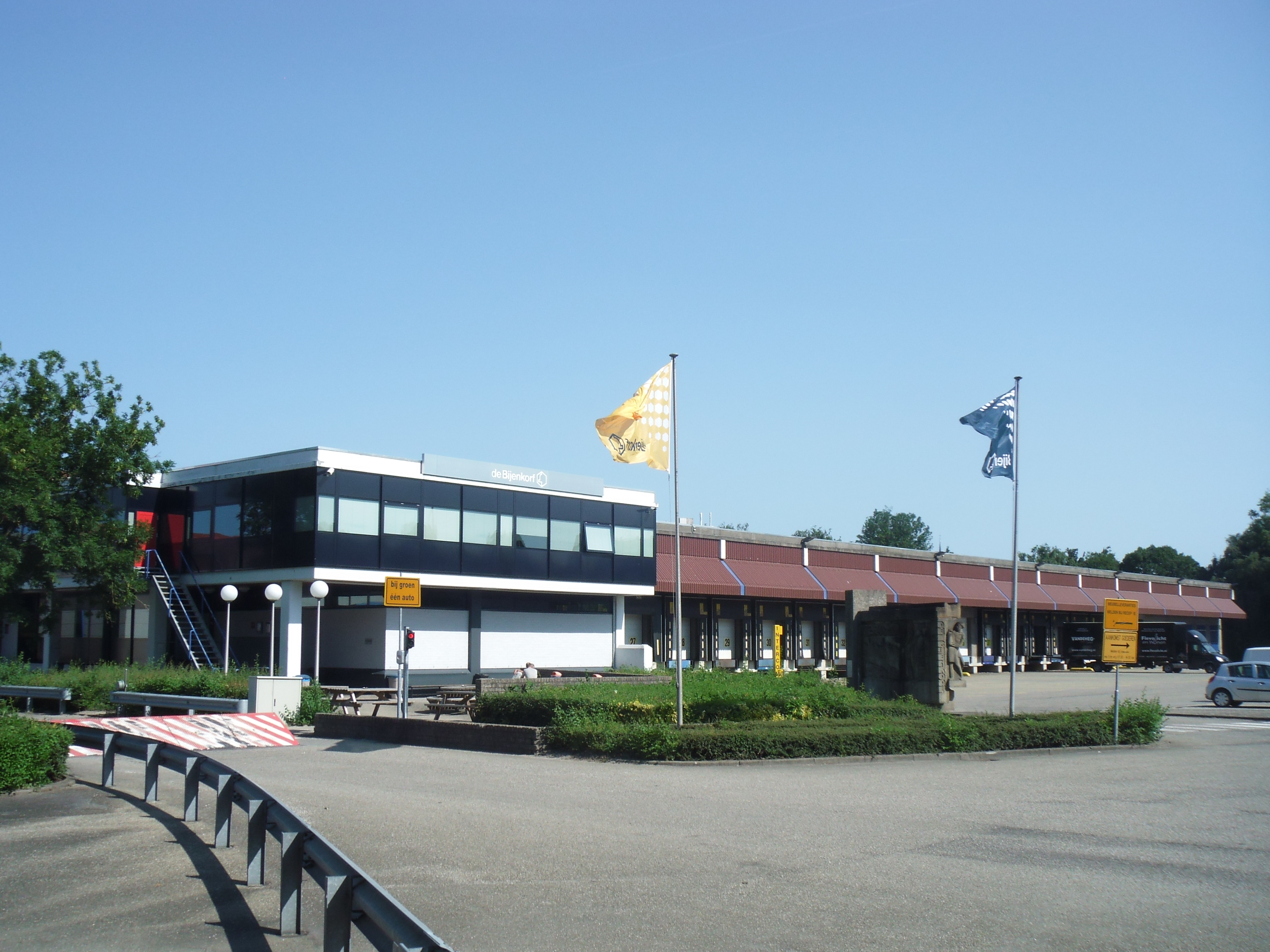
De hoofdingang van Distributiecentrum Woerden

Distributiecentrum Woerden is het voormalige  distributiecentrum in Woerden van het Nederlandse warenhuis De Bijenkorf (1973 - 2018). In 2019 is het complex overgenomen door logistiek dienstverlener en transportbedrijf SNEL Shared Logistics.

## Voorgeschiedenis
Tot aan de opening van het centraal magazijn in Woerden was de goederenstroom van De Bijenkorf sterk gedecentraliseerd. Er werd voor ieder filiaal apart besteld. De leveranciers leverden deze goederen vervolgens direct bij de filialen aan. Door verschillende oorzaken namen de voorraden in de filialen in omvang toe. Dit leidde tot ruimtegebrek. Het tekort aan ruimte werd opgevangen door middel van het betrekken van externe opslagruimte. Het verschuiven van het probleem leidde echter tot nog grotere voorraden die nog moeilijker te beheersen waren.
Vanaf eind 1970 bestond de behoefte aan een centraal gelegen distributiecentrum. Een jaar later, eind 1971, resulteerde dit in het plan om een centraal magazijn te bouwen in Woerden. Het gebouw werd ontworpen door architecten- en ingenieursbureau Van Mourik N.V. uit Den Haag. De stad Woerden ligt centraal in het land en heeft een goede aansluiting op het landelijk wegennet. Hierdoor zijn alle winkelfilialen op een snelle en efficiënte wijze te bevoorraden.
In september 1972 werd begonnen met de bouw van Woerden I, met als doel in dit deel de woninginrichtingsartikelen op te slaan. Dit eerste deel van het centraal magazijn werd op 14 september 1973 aan de Middellandbaan te Woerden geopend. In oktober 1973 werd begonnen met de bouw van Woerden II. Het was de bedoeling dat alle overige artikelen naar dit deel toe zouden gaan. Op 1 april 1975 werd vervolgens ook dit tweede deel geopend. Hiermee was het centraal magazijn van De Bijenkorf volledig in gebruik genomen. Zowel de opening van Woerden I als die van Woerden II werd verricht door de toenmalige burgemeester van Woerden, Barend ter Haar Romeny. De opening van Woerden II was zijn laatste officiële verplichting als burgemeester.

## Bedrijfsvoering
Door de jaren heen was de procesvoering en het organogram veel veranderd. Het distributiecentrum bestond uit twee afdelingen, die weer waren opgedeeld in een aantal deelprocessen.
- Inbound: Hier werden de goederen ontvangen en schap en/of opslag gereedgemaakt. De afdeling bestond uit twee subafdelingen:
  - AG (aankomst goederen): Hier werden de goederen ontvangen en gecontroleerd op collieniveau.
  - CUA (centrale uitprijsafdeling): Hier werden de goederen op maat/variant niveau geteld en in het systeem (VIRGO) ingevoerd. De goederen werden uit de omverpakking gehaald, voorzien van een prijsetiket en beveiligd tegen diefstal. Daarna werden de goederen gepresenteerd op de manier van opslag. Dit kon zijn, in een bak, op een trolley (bij hangende confectie) of in een doos. De afdeling was onderverdeeld in een aantal teams met allen een eigen expertise. De afdeling werd aangestuurd door één procesmanager en zeven teamleiders.
- Outbound: Hier werden de goederen opgeslagen, gepickt en verstuurd naar de filialen. De afdeling bestond uit drie subafdelingen. Outbound werd aangestuurd door één procesmanager en zeven teamleiders.
- Magazijn: Hier werden de goederen opgeslagen en verzameld voor de filialen. Het magazijn was onderverdeeld in een aantal deelmagazijnen, deze zijn ingericht naar de aard van de goederen die werden opgeslagen. De goederen worden op traditionele manier verzameld. Sinds 2010 wordt hier gewerkt met voicepicking, een systeem waarbij wordt gewerkt met een hoofdtelefoon. Als transportmiddel wordt hierbij gebruikgemaakt van een dolly.
- Expeditie: Deze afdeling verstuurde de goederen naar de filialen. Daarnaast was deze afdeling verantwoordelijk voor de verwerking van het lege fust, de bulkopslag en de tijdelijke opslag van visual items.
- RTV-afdeling (Return to Vendor): Alle goederen die terugkomen werden op deze afdeling verwerkt. Het ging hierbij om goederen die retour leverancier gingen, maar ook goederen die weer onderdeel werden van de magazijnvoorraad.

De centrale administratieafdeling bestaande uit de procesadministratie en de financiële administratie ondersteunden het distributiecentrum. De afdeling werd aangestuurd door een teamleider en een administrateur.

## Gevelsteen

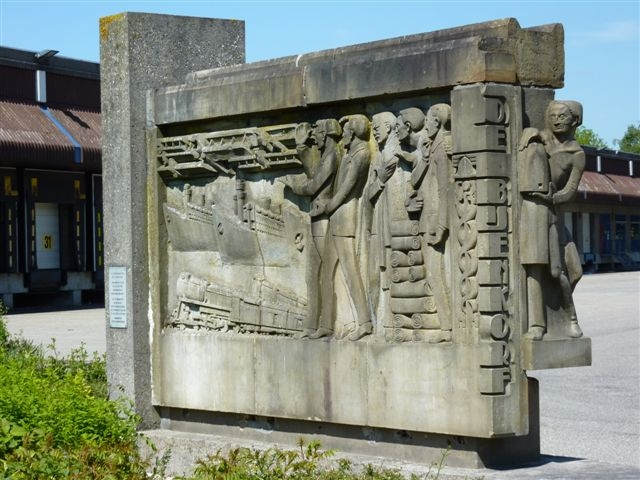
De Rotterdamse gevelsteen bij het Distributiecentrum Woerden

Tijdens de opening van het centraal magazijn werd ook de gevelsteen van Hendrik van den Eijnde (1869-1939) onthuld. Deze gevelsteen is afkomstig uit de op 14 mei 1940 gebombardeerde Rotterdamse Bijenkorf. Hier had de steen een prominente plek in de gevel van het door Willem Dudok (1884-1974) ontworpen gebouw. Het historisch genootschap Roterodamum uit Rotterdam liet in 2005 weten te willen onderzoeken of de gevelsteen naar Rotterdam kon terugkeren.
Met de 75ste herdenking van het bombardement op Rotterdam op 14 mei 1940 werd deze wens nogmaals uitgesproken. In 2015 verscheen een documentaire over de oude Bijenkorf.

## Bijzonderheden
Boven de trap, in het trappenhuis naar de kantoren, hangt de originele mal die gebruikt is voor het vervaardigen van de hofleverancier borden van Sinterklaas. Deze borden werden jaarlijks in de filialen opgehangen om De Bijenkorf een officieel sinterklaaskarakter te geven.